# Скумция
Скумция (на гръцки: Σκούμτσια) е село в Република Гърция, в дем Дескати на област Западна Македония.

## География
Селището се намира на около 40 km източно от град Гревена, в източното подножие на планината Аеторахи, от лявата страна на река Бистрица (Алиакмонас), която го отделя от съседните кожански села Фрурио и Лазарадес.

## История
Скумция е селище, обновено през 50-те години на XX век на мястото на по-старо село, най-вероятно като обслужващо населено място към близкия рудник за цветни метали.
| Година    | 1913 | 1920 | 1928 | 1940 | 1951 | 1961 | 1971 | 1981 | 1991 | 2001 | 2011 | 2021 |
| --------- | ---- | ---- | ---- | ---- | ---- | ---- | ---- | ---- | ---- | ---- | ---- | ---- |
| Население |      |      |      |      |      | 103  | 26   | 23   | 1    | 2    |      |      |